# Captain America

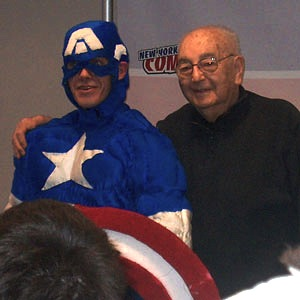
Joe Simon zusammen mit einem Mann im Captain-America-Kostüm auf der New York Comic Con 2006

Captain America ist eine US-amerikanische Comicfigur, ein Superheld, der ein Kostüm in den Farben der Flagge der Vereinigten Staaten trägt. Geschaffen wurde sie von Jack Kirby und Joe Simon für den Verlag Timely Publications, einen Vorgänger des heutigen Verlags Marvel Comics. Captain America erschien zuerst 1941 in Heft 1 der Comicserie Captain America Comics. Die zu Kriegszeiten als Propaganda angelegten Comicgeschichten ließen Captain America häufig gegen Nazis, Saboteure und andere Versinnbildlichungen der damaligen Kriegsgegner antreten. In späteren Jahren wurden die Geschichten mit Captain America von vielen Autoren zur Sozialkritik eingesetzt, jedoch gestaltet sich die Rezeption insbesondere in Deutschland schwierig. Im Laufe der Jahre erschienen Figuren mit unterschiedlichen Namen im Kostüm des Captain America. Die ursprüngliche und bekannteste Figur trägt – als Alter Ego – den Namen Steve Rogers.

## Fiktiver Hintergrund

### Steve Rogers als Captain America

Darsteller in einem Captain-America-Kostüm bei einer Veranstaltung in den USA

Die Entstehungsgeschichte von Captain America wurde erstmals in Captain America Comics #1 aus dem Jahr 1941, dem ersten Auftritt der Figur, geschildert: Der ursprüngliche Träger des Namens und Kostüms von Captain America ist ein Amerikaner namens Steven Grant Rogers (von anderen Figuren zumeist „Steve“ genannt). Obwohl er zu Beginn des Zweiten Weltkriegs ausgemustert wird, will er seinem Land dennoch dienen. Daher wurde er für ein Experiment der Regierung ausgewählt. Ein geheimes „Supersoldatenserum“ (namens Infinity-Formula-Serum) soll gewöhnlichen Menschen zu körperlicher Höchstleistung verhelfen. Zwar ist das Experiment ein Erfolg, doch wird der verantwortliche Wissenschaftler von einem Spion der Nazis getötet, weshalb Steve am Ende der einzige Supersoldat bleibt. Mit einem Kostüm in den Farben der amerikanischen Nationalflagge ausgestattet, wird er zu Captain America und kämpft als solcher für sein Land gegen die Kriegsgegner sowie deren Spione und Saboteure. Neben seinem Kostüm trägt Captain America einen Schild, der sowohl zur Verteidigung als auch als Wurfwaffe eingesetzt werden kann. Der bekannteste dieser Schilde, der erstmals in Heft 2 von Captain America Comics zum Einsatz kam, besteht aus einer Legierung mit dem fiktiven Metall Vibranium (einige Autoren nennen auch das nahezu unzerstörbare, gleichfalls fiktive Metall Adamantium als Bestandteil). Ihm zur Seite steht ein junger Mann namens James Buchanan Barnes, der unter dem Namen „Bucky“ zu Steves Partner wird.
Nach Kriegsende hatte Captain America zwar weitere Auftritte, doch erklärte Marvel später, in diesen Geschichten hätten jeweils andere Personen das Kostüm getragen. Steve Rogers kehrte offiziell in Heft 4 der Comicserie The Avengers (dt. Name Die Rächer) aus dem Jahr 1964 zurück. Es stellt sich heraus, dass Steve seit einem Kampf kurz vor Kriegsende im Eis der Arktis eingeschlossen war. Das Serum in seinem Blut hat ihn dabei in Kälteschlaf versetzt, weshalb es den Rächern möglich ist, Steve wieder zum Leben zu erwecken. Daraufhin tritt Steve den Rächern bei und übernimmt viele Jahrzehnte lang die Rolle des Anführers des Teams. Zugleich muss er sich jedoch daran gewöhnen, aufgrund seiner längeren Abwesenheit nunmehr in einer ihm fremden Zeit zu leben. Im Laufe der Jahre hat Marvel die älteren Geschichten aus dem „Silver Age“ immer wieder zeitlich verlegt, so dass Steves Fund durch die Rächer immer etwa ein Jahrzehnt vor der jeweils aktuellen „Gegenwart“ einzuordnen ist.
In Heft 25 der nunmehr fünften Comicserie mit dem Titel Captain America, veröffentlicht im Jahr 2007, wird Steve Rogers augenscheinlich von einem Attentäter erschossen, woraufhin sein ehemaliger Partner Bucky zum neuen Captain America wird. Dies ist weder das erste Mal, dass eine andere Figur das Kostüm trägt, noch das erste Mal, dass der „Tod“ von Steve Rogers im Mittelpunkt der Handlung steht. Auch seit ab Heft 600 enthüllt wurde, dass Rogers nicht getötet wurde, sondern durch die Zeit reiste, und seiner Rückkehr in die Gegenwart, behielt Bucky die Rolle des Captain America. Rogers erhielt als „Agent Steve Rogers“ eine eigene Serie und trat den Secret Avengers bei. Nachdem allerdings Bucky gezwungen war, undercover zu gehen und wieder seine frühere Identität als Winter Soldier angenommen hatte, wurde Rogers 2011 erneut zu Captain America. Ab Herbst 2014 schlüpft Sam Wilson aka Falcon in das Kostüm von Captain America, da Rogers im Sterben liegt.

### Steve Rogers in anderen kostümierten Identitäten
In Captain America and the Falcon #180 (1974) gibt Steve Rogers, enttäuscht von der US-Regierung, vorübergehend seine Identität als Captain America auf, legt sich ein neues Kostüm zu und nennt sich fortan Nomad. Bereits in Heft 184 (1975) wird er jedoch wieder zu Captain America, während die Identität des Nomad später von einem Mann namens Jack Monroe übernommen wird.
In den 1980er Jahren gab Steve infolge eines Konflikts mit der US-Regierung, die zunehmend Kontrolle über seine Handlungen ausüben wollte, abermals seine Identität auf, legte sich wieder ein neues Kostüm zu und nannte sich fortan The Captain, während ein Mann namens John Walker (vormals bekannt als Super-Patriot) zum neuen Captain America wurde. Nachdem sich herausgestellt hatte, dass dieser Wechsel von Captain Americas Erzfeind Red Skull in die Wege geleitet worden war, trat Walker Kostüm und Namen jedoch in Captain America #350 (1989) wieder an Steve Rogers ab.

### Andere Figuren im Kostüm von Captain America
In Captain America and the Falcon #153–156 (1972) legte Autor Steve Englehart, einem Vorschlag des damaligen Marvel-Chefredakteurs Roy Thomas folgend, rückwirkend fest, dass es sich bei dem Captain America, der in den Geschichten aus den Jahren 1953 und 1954 aufgetreten war, um einen Hochstapler gehandelt habe. Der wahre Name des Mannes wurde nie enthüllt, da er seinen Namen laut der Geschichte in „Steve Rogers“ hatte ändern lassen. In Captain America #232 (erste Serie, 1979) kehrte er unter dem neuen Namen Grand Director noch einmal als Gegner für den wahren Steve Rogers zurück. Mit dieser Enthüllung erklärte Englehart nicht nur den Widerspruch zwischen den Auftritten von Captain America in den 1950er Jahren und der Enthüllung aus The Avengers #4 (erste Serie, 1964), Steve Rogers habe sich seit 1945 im Kälteschlaf befunden, sondern auch die Unterschiede in der Charakterisierung des als Kommunistenjäger („Commie Smasher“) dargestellten Captain America der 1950er Jahre und des politisch liberaler charakterisierten Steve Rogers späterer Jahre.
Eine Geschichte aus What If? #4 (erste Serie, 1977) enthüllte ferner, dass es sich bei dem Captain America, der in Geschichten aus den Jahren 1945 bis 1950 aufgetreten war, um zwei Männer namens William Naslund (eingesetzt vom damaligen US-Präsidenten Harry S. Truman) und Jeff Mace (der den im Kampf gefallenen Naslund ablöste) handelte. Zwar spielte die Geschichte eigentlich in einer alternativen Realität, doch wurden sowohl Naslund als auch Mace später auch für das „reguläre“ Marvel-Universum bestätigt, Naslund im Captain America Annual #6 (1982) und Mace in Captain America #285 (erste Serie, 1983). Naslund war bereits zuvor in The Invaders #14 (erste Serie, 1977) in der Identität des Spirit of '76 aufgetreten, Mace in Marvel Mystery Comics #21 (1941) in der Identität des Patriot.
Während der Zeit, in der sich Steve Rogers Nomad nannte, übernahm ein Mann namens Roscoe Simons, der seinen ersten Auftritt in Captain America and the Falcon #177 (1974) hatte, in Heft 181 (1975) die Identität von Captain America, wurde jedoch schon zwei Hefte später getötet.
In den 1980er Jahren gab Steve Rogers infolge einer Meinungsverschiedenheit mit der US-Regierung die Identität von Captain America erneut auf. Daraufhin ernannte die Regierung in Captain America #333 (erste Serie, 1987) einen Mann namens John Walker, der seinen ersten Auftritt in Captain America #323 (erste Serie, 1986) in der Identität des Super-Patriot hatte, zum neuen Captain America. Im Gegensatz zu Steve Rogers war Walker jedoch geistig labil und ging weitaus brutaler gegen seine Gegner vor; dieser Zustand wurde verschlimmert, als seine Eltern von den Agenten Red Skulls, der den Wechsel in die Wege geleitet hatte, um den Ruf von Captain America zu vernichten, vor seinen Augen ermordet wurden. In Captain America #350 (1989) jedoch wurden die Machenschaften des Skulls enthüllt, und Walker trat die Identität des Captain America schließlich wieder an Steve Rogers ab. Seit Captain America #354 trägt Walker (zwischenzeitlich auch unter dem Pseudonym Jack Daniels) die neue Identität des U.S. Agent, unter dem Kostüm, das Rogers seinerzeit als der Captain genutzt hatte.
Zwischenzeitlich trugen außerdem auch die mit Steve Rogers befreundeten Superhelden Hawkeye (Clint Barton) und Falcon (Sam Wilson) das Kostüm von Captain America, wenn Steve gerade verhindert war.
Aktueller Träger des Kostüms von Captain America ist James Buchanan „Bucky“ Barnes, der ehemalige Partner von Steve Rogers. Genau wie letzterer hatte Bucky seinen ersten Auftritt in Captain America Comics #1 (1941). In The Avengers #4 (erste Serie, 1964) wurde enthüllt, dass Bucky kurz vor Ende des Zweiten Weltkriegs bei einer Explosion ums Leben gekommen war. Jedoch enthüllte Captain America #11 (fünfte Serie, 2005), dass es sich bei dem Attentäter namens Winter Soldier, der seinen ersten Auftritt in Heft 1 derselben Serie (2005) hatte, tatsächlich um Bucky handelte. Dieser war laut Autor Ed Brubaker von Agenten der Sowjetunion als Cyborg wieder zum Leben erweckt und einer Gehirnwäsche unterzogen worden. Nachdem es Steve Rogers gelungen war, die Erinnerungen seines ehemaligen Partners wiederherzustellen, übernahm dieser nach Steves Tod in Captain America #34 (fünfte Serie, 2008) dessen Identität als Captain America in einem leicht veränderten Kostüm. Im Gegensatz zu Steve Rogers trägt er zu seinem Kostüm auch eine Schusswaffe.

### Andere Versionen von Steve Rogers als Captain America
Im Laufe der Jahre erschienen bei Marvel auch zahlreiche Geschichten, die nicht im „regulären“ Marvel-Universum spielen. In vielen davon trat und tritt auch Captain America auf.
So war etwa in der 13-teiligen zweiten Serie mit dem Titel Captain America (1996–1997), die im Rahmen der sogenannten Heroes-Reborn-Reihen erschien, eine alternative Version von Steve Rogers zu sehen. Dieser war nach dem Ende des Zweiten Weltkriegs nicht infolge eines Kampfes in der Arktis unfreiwillig in Kälteschlaf versetzt worden, sondern aufgrund seiner kritischen Haltung zum Atombombenabwurf auf Hiroshima auf Anweisung von US-Präsident Harry S. Truman in Kälteschlaf versetzt, einer Gehirnwäsche unterzogen und bei Bedarf aufgeweckt und auf Einsätze geschickt worden. In der Gegenwartshandlung erhielt Steve jedoch seine Erinnerung zurück und wurde wieder zu Captain America und zum Anführer der Rächer. Später stellte sich jedoch heraus, dass es sich bei diesem Steve Rogers tatsächlich um den Steve Rogers des „regulären“ Marvel-Universums handelte, den es im Zuge des Marvel-Crossovers Onslaught gemeinsam mit einigen anderen Marvel-Superhelden auf eine Parallelerde verschlagen hatte, wo sie mit veränderten Erinnerungen erneut zu Superhelden wurden. Im Zuge der Miniserie Heroes Reborn: The Return (1997) kehrten Steve und die übrigen Marvel-Helden schließlich mit wiederhergestellten Erinnerungen in ihre eigene Welt zurück.
Eine weitere Alternativversion von Steve Rogers tritt seit 2002 im Rahmen des Marvel-Imprints Ultimate Marvel in der Serie The Ultimates (dt. Titel Die Ultimativen) auf. Die Hintergrundgeschichte dieses Captain America ist in ihren Grundzügen identisch mit der seines Gegenstücks aus dem „regulären“ Marvel-Universum, jedoch wird Steve in dieser Version vom fiktiven Geheimdienst SHIELD in der Arktis gefunden und daraufhin zum Anführer des Teams Die Ultimativen. Später wird er Präsident der USA und führt diese in einen Bürgerkrieg gegen Hydra. Schließlich stirbt er bei der Verteidigung der Erde gegen Galactus bei einer Kamikaze-Attacke auf Galactus. Auch sein Kostüm unterscheidet sich etwas vom gewohnten „klassischen“ Kostüm des Captain America, zudem wird Steve Rogers hier weitaus konservativer und regierungstreuer charakterisiert als sein „klassisches“ Gegenstück. Diese Darstellung findet sich auch in Ultimate Avengers – The Movie.

### Freunde und Verbündete
Der erste Partner von Captain America war James Buchanan Barnes, besser bekannt als Captain Americas Juniorpartner Bucky, der seinen ersten Auftritt in Captain America Comics #1 (1941) hatte. Nach Kriegsende wurde er viele Jahre lang für tot gehalten, jedoch kehrte er kürzlich als Cyborg-Attentäter mit Namen Winter Soldier zurück und trägt infolge des Todes von Steve Rogers nunmehr selbst das Kostüm von Captain America.
Auftritte Buckys in Geschichten aus den späten 1940er und früheren 1950er Jahren wurden später rückblickend dahingehend umgedeutet, dass zwischenzeitlich andere Leute das Kostüm getragen hatten, darunter ein gewisser Fred Davis sowie Jack Munroe. Letzterer nahm später die kostümierte Identität des Nomad an, die zuvor Steve Rogers verwendet hatte. Darüber hinaus war auch der zuvor als Freund des Hulk eingeführte Rick Jones kurzzeitig an der Seite von Captain America zu sehen und trug zwischenzeitlich sogar das Kostüm Buckys. In der Folgezeit war Rick neben Auftritten in den Hulk-Serien auch Partner verschiedener Marvel-Helden mit Namen Captain Marvel.
Nick Fury hatte einst als Soldat im Zweiten Weltkrieg gekämpft, gelegentlich auch an der Seite von Captain America. Später wurde er zum Leiter der fiktiven Geheimdienstorganisation SHIELD und arbeitete im Laufe der Jahre häufig mit Captain America zusammen, mit dem er befreundet ist.
Seit The Avengers #4 (erste Serie, 1964) ist Captain America, von wenigen kurzen Unterbrechungen abgesehen, Mitglied und zumeist auch Anführer des gleichnamigen Superheldenteams (dt. Die Rächer). Innerhalb des Teams verbindet ihn insbesondere mit dem Bogenschützen Hawkeye (Clint Barton) eine enge Freundschaft, während es mit Iron Man (Tony Stark) aufgrund von unterschiedlichen politischen Einstellungen häufig zu Meinungsverschiedenheiten kommt. Ein weiterer mit Captain America befreundeter Superheld ist der Falcon, ein ehemaliger Krimineller und Sozialarbeiter namens Sam Wilson, der sich zwischenzeitlich mit Captain America sogar den Titel von dessen Serie teilte. In den 1980er Jahren freundete sich Captain America zudem mit dem ehemaligen Wrestler Demolition Man alias D-Man an, der jedoch im Laufe der Jahre geistig immer instabiler wurde.
Der Super-Patriot, mit bürgerlichem Namen John Walker, wurde in den 1980er Jahren ursprünglich als Wrestler und Gegner von Captain America eingeführt. Später trug er auf Wunsch der US-Regierung eine Zeit lang anstelle von Steve Rogers das Kostüm von Captain America, nennt sich jedoch mittlerweile US Agent und war als solcher auch mal Anführer der West Coast Avengers (dt. Westküstenrächer). Im Gegensatz zu Rogers vertritt Walker eine weitaus konservativere und weniger regierungskritische Einstellung, weshalb es zwischen den beiden oft zu Meinungsverschiedenheiten kommt. Walkers bester Freund ist Lemar Hoskins, der kurzzeitig als Bucky zu seinem Partner wurde. Mittlerweile nennt sich Hoskins Battlestar und arbeitet zumeist mit dem US Agent zusammen, seltener dagegen mit Steve Rogers.
Zu Beginn der 1990er Jahre führte Autor Mark Gruenwald außerdem einen deutschen Superhelden mit Namen Hauptmann Deutschland als deutsches Gegenstück zu Captain America ein, der letzterem im Kampf gegen den Red Skull zur Seite stand. Auf Anraten des damaligen deutschen Marvel-Lizenznehmers Condor änderte Gruenwald den Namen der Figur jedoch bei einem späteren Auftritt in Vormund um.
Captain Americas erste Freundinnen aus der Zeit des Zweiten Weltkriegs waren eine Soldatin und spätere FBI-Agentin namens Betsy Ross, die später als Golden Girl kurzzeitig zu seiner Partnerin wurde, sowie die Résistance-Kämpferin Peggy Carter, die später dem fiktiven Geheimdienst SHIELD beitrat. Später wurde außerdem Peggys jüngere Schwester (von späteren Geschichten zur „Nichte“ umerklärt) Sharon Carter eingeführt, die unter dem Decknamen Agent-13 ebenfalls im Dienste von SHIELD stand. Zwischenzeitlich hatte auch sie eine Beziehung mit Steve Rogers, jedoch wurde sie in jüngerer Vergangenheit einer Gehirnwäsche unterzogen und war am Attentat auf Steve Rogers beteiligt, das schließlich zu dessen Tod führte.
Weitere Freundinnen von Captain America aus den 1980er Jahren waren eine Jurastudentin und spätere Anwältin namens Bernie Rosenthal, die jedoch mittlerweile seit über zehn Jahren in keiner Marvel-Geschichte mehr aufgetreten ist, sowie die ehemalige Schurkin Diamondback, mit bürgerlichem Namen Rachel Leighton, die ursprünglich Mitglied der Verbrecherorganisation mit Namen Serpent Society (dt. „Schlangenimperium“) war und später aus Liebe zu Captain America die Seiten wechselte.

### Gegner
Erzfeind von Captain America ist der Red Skull, der seinen ersten Auftritt in Captain America Comics #1 hatte. Ursprünglich handelte es sich bei ihm um einen Amerikaner namens George Maxon, der mit dem Dritten Reich kollaborierte und eine Maske in Form eines roten Totenschädels trug. Jedoch ignorierten spätere Geschichten die Identität als „George Maxon“ und machten aus dem Red Skull einen Agenten der Nationalsozialisten. Eine Geschichte aus Tales of Suspense #65 (1965) erklärte schließlich, Maxon sei tatsächlich ein Handlanger des „wahren“ Red Skull gewesen. Die Hintergrundgeschichte des deutschen Red Skull, der von Adolf Hitler persönlich ausgewählt worden war, wurde erstmals in Tales of Suspense #66 (1965) enthüllt, während sein wahrer Name erst in Captain America #300 (erste Serie, 1984) mit Johann Schmidt angegeben wurde. Im selben Heft kam der Red Skull augenscheinlich ums Leben, kehrte jedoch in einer späteren Geschichte wieder zurück. Es stellte sich schließlich heraus, dass Johann Schmidts Bewusstsein in einen neuen Körper übertragen worden war, bei dem es sich um einen Klon von Steve Rogers handelte, womit der Red Skull nunmehr auch über dieselben körperlichen Fähigkeiten wie dieser verfügt. Seit einem Kampf mit John Walker, der zwischenzeitlich das Kostüm von Captain America trug, ist das Gesicht des Klonkörpers des Red Skull dauerhaft zu einem roten Totenschädel entstellt, weshalb dieser nunmehr keine Maske mehr trägt.
In den Geschichten aus den 1950er Jahren, in denen Captain America statt gegen Nazis nunmehr gegen Kommunisten kämpfte, wurde auch der Red Skull als Kommunist dargestellt. Jedoch legte Autor Steve Englehart in Captain America and the Falcon #155 (1972) fest, dass es sich bei diesem Red Skull lediglich um einen Agenten der Sowjetunion gehandelt habe, der den Namen des ursprünglichen Red Skull angenommen hatte. Das Captain America Annual #13 (1994) gab dessen Namen schließlich mit Albert Malik an.
Ein weiterer wiederkehrender Gegner von Captain America ist Baron Zemo, ein ehemaliger Nazi-Wissenschaftler. Der ursprüngliche Schurke dieses Namens, Heinrich Zemo, hatte seinen ersten Auftritt in einer Rückblende in The Avengers #4 (erste Serie, 1964) und kam in The Avengers #15 (1965) im Kampf gegen Captain America ums Leben. Beerbt wurde er von seinem Sohn Helmut Zemo, der seinen ersten Auftritt in Captain America and the Falcon #168 (1973) hatte. Im Gegensatz zu seinem Vater ist Helmut kein überzeugter Nationalsozialist, sondern beansprucht vielmehr die Weltherrschaft, weil er glaubt, mit diktatorischer Gewalt eine bessere Welt erschaffen zu können. Sowohl Heinrich als auch Helmut Zemo waren Anführer verschiedener Teams mit Namen Masters of Evil (dt. Herren des Bösen), die zumeist gegen die Avengers (Rächer) kämpften. Helmut war darüber hinaus in der Identität des Citizen V zwischenzeitlich auch Anführer des Superheldenteams namens Thunderbolts, das ursprünglich eine Tarnung für die Herren des Bösen darstellte.
Weitere „klassische“ Gegner von Captain America sind ein weiterer ehemaliger Nazi-Wissenschaftler namens Arnim Zola (erster Auftritt in Captain America and the Falcon #208, 1977), der Söldner Batroc the Leaper (erster Auftritt in Tales of Suspense #75, 1966), der kriminelle Psychiater Dr. Faustus (erster Auftritt in Captain America #107, erste Serie, 1968) sowie die Terroristenorganisationen Hydra (erster Auftritt in Strange Tales #135, 1965, als Gegner von Nick Fury) und Advanced Idea Mechanics, kurz A.I.M. (erster Auftritt in Strange Tales #146, 1966, ebenfalls als Gegner von Nick Fury). Auch die ehemalige Anführerin von Hydra, Viper (vormals Madame Hydra, erster Auftritt in Captain America 110, erste Serie, 1969) gehört zu den wiederkehrenden Gegnern von Captain America, tritt jedoch auch wiederholt als Gegenspielerin in den Comicserien der X-Men und von deren Mitglied Wolverine auf.
Zur Zeit des Kalten Krieges gab es außerdem ein sowjetisches Gegenstück zu Captain America, den Red Guardian, dessen Kostüm der Flagge der Sowjetunion nachempfunden war und der erstmals in The Avengers #43 (erste Serie, 1967) auftrat. Genau wie im Fall von Captain America wurde auch das Kostüm des Red Guardian von mehreren Personen getragen, darunter sogar eine Frau. Die meisten von ihnen waren Anführer des sowjetischen Gegenstücks der Avengers (Rächer), der Soviet Super-Soldiers, bzw. von deren Nachfolgeteam, der Supreme Soviets, später auch bekannt als People's Protectorate. Im Zuge der Entspannungspolitik zwischen den USA und der Sowjetunion kämpften Captain America und der Red Guardian sowie ihre jeweiligen Teams in späteren Jahren statt gegeneinander häufiger auf derselben Seite. Nach dem Zusammenbruch der Sowjetunion änderte der damalige Red Guardian seinen Namen in Steel Guardian um, während sein Team den neuen Namen Winter Guard annahm. Dennoch traten in späteren Jahren auch neue Figuren im Kostüm des Red Guardian auf.
In den 1980er Jahren führte Autor Mark Gruenwald dann die Superschurkenorganisation Serpent Society (dt. Schlangenimperium, erster Auftritt in Captain America #310, erste Serie, 1985, angeführt vom früheren Thor-Gegner Cobra) und die anarchistische Organisation Ultimatum (in Captain America #321, erste Serie, 1986) und ihren Anführer, den Flag-Smasher (in Captain America #312, erste Serie, 1985), ein. Zudem stellte er dem Red Skull mit der Skeleton Crew ein eigenes Superschurkenteam zur Seite. Zu den Mitgliedern zählten unter anderem Crossbones (erster Auftritt in Captain America #360, erste Serie, 1989) und Mother Night (erster Auftritt als Suprema in Captain America #123, erste Serie, 1970). John Walker, der während der 1980er Jahre zwischenzeitlich das Kostüm des Captain America trug, bekam es darüber hinaus wiederholt mit einer rechtsradikalen Gruppierung namens Watchdogs zu tun, die ihren ersten Auftritt in Captain America #335 (erste Serie, 1987) hatte.

## Veröffentlichungsgeschichte

### In den USA
Die ursprüngliche Comicserie mit dem Titel Captain America Comics erschien von 1941 bis 1950 im Verlag Timely Comics und umfasste 75 Hefte, zudem hatte Captain America auch Auftritte in zahlreichen anderen Serien des Verlags. 1953 brachte der Timely-Nachfolger Atlas Comics Captain America zurück und ließ ihn in einigen Ausgaben der Serien Young Men und Men's Adventures auftreten. Zudem wurde die Serie Captain America Comics unter Beibehaltung der Nummerierung weitergeführt, jedoch 1954 schon nach drei Ausgaben mit Heft 78 wieder eingestellt.
1964 kehrte Captain America in Heft 4 der Comicserie The Avengers des Atlas-Nachfolgers Marvel Comics zurück und wurde fortan zu einer der Hauptfiguren der Serie. Seit Ende 1964 erschienen zudem in der Comicserie Tales of Suspense, die auch schon Geschichten mit Iron Man enthielt, beginnend mit Heft 59 weitere neue Geschichten mit Captain America. Anfang 1964 wurde die Serie dann mit Heft 100 in Captain America umbenannt, während Iron Man seine eigene Serie erhielt. Von Heft 132 (1970) bis 222 (1978) trug die Serie den Titel Captain America and the Falcon, wobei Captain America gemeinsame Abenteuer mit einem Superhelden namens Falcon erlebte. Im Sommer 1996 wurde die Serie – wieder unter dem Titel Captain America – schließlich mit Heft 454 eingestellt und durch eine neue, gleichnamige Serie im Rahmen der Heroes Reborn-Reihen ersetzt, die bis Ende 1997 lief und 13 Ausgaben umfasste. Anfang 1998 folgte wiederum eine neue Serie, in der 50 Hefte bis Anfang 2002 erschienen, eine weitere Serie erschien von Mitte 2002 bis Ende 2004 und umfasste 32 Ausgaben, und die aktuelle Serie schließlich erscheint seit der Jahreswende 2004/2005.
Marvel veröffentlichte ferner auch zwei weitere Serien mit Captain America in der Titelrolle, Captain America: Sentinel of Liberty (12 Hefte, 1998–1999) und Captain America & the Falcon (14 Hefte, 2004–2005). Zudem trat Captain America in vielen Ausgaben der verschiedenen Avengers-Comicserien (dt. Die Rächer) als Anführer des Teams auf und hatte auch sonst zahlreiche weitere Gastauftritte in den Serien anderer Marvel-Superhelden und -teams.

### In Deutschland
Die erste in Deutschland veröffentlichte Geschichte mit Captain America (damals noch unter dem eingedeutschten Namen Captain Amerika) erschien 1967 in Heft 14 der Reihe Hit Comics aus dem Bildschriftenverlag (BSV), das einen Nachdruck der ersten vier Seiten der Geschichte aus dem US-Heft Tales of Suspense #78 (erste Serie) enthielt. Der Rest der Geschichte wurde in Hit Comics #16 und #18 veröffentlicht. Zwar sollte dies die einzige Geschichte mit Captain America als Hauptfigur bleiben, die BSV veröffentlichte, dafür hatte er jedoch weitere Auftritte in Geschichten aus der US-Serie The Avengers, die ebenfalls im Rahmen der Hit-Comics-Reihe veröffentlicht wurden.
Nach der Umbenennung des Verlags in Williams Verlag im Jahr 1972 wurden, nunmehr in jeweils eigenständigen Heftserien, zahlreiche weitere Marvel-Comics auf Deutsch veröffentlicht. Zwar erschienen so Geschichten aus der Serie The Avengers (unter dem deutschen Titel Die Rächer), in denen Captain America als Anführer des Teams auftrat, jedoch wurde auf Geschichten mit Captain America in der Titelrolle verzichtet. Die einzige Ausnahme stellt hier eine Geschichte aus Tales of Suspense #85 (erste Serie, 1967) dar, die im Taschenbuch Nr. 3 (Die tödlichen Hände des Kung Fu, 1976) erschien.
Der Condor Verlag, der ab 1979 Marvel-Comics auf Deutsch veröffentlichte, beschränkte sich zunächst ebenfalls auf Geschichten, in denen Captain America entweder als Mitglied der Rächer mitwirkte oder Gastauftritte hatte, etwa dem ab 1979 erscheinenden Die Rächer Comic-Taschenbuch. Nur in Ausnahmefällen wurden Geschichten mit Captain America in der Titelrolle im Rahmen anderer Reihen veröffentlicht, so etwa im Die Spinne Comic-Taschenbuch, dem Der unglaubliche Hulk und die Verteidiger Comic-Taschenbuch oder dem Die Spinne Comic-Magazin. Oft waren diese Geschichten Teil einer mehrteiligen Geschichte, die sich durch Ausgaben mehrerer Serien zog, und daher für das Verständnis notwendig. Auch erfolgte die Veröffentlichungen der Geschichten nicht immer in chronologischer Reihenfolge. Die erste Veröffentlichung Condors, die Captain America als Titelfigur führte, war das Marvel Comic Sonderheft Nr. 13 (1983), das Geschichten aus den US-Ausgaben Captain America #265-266 (erste Serie, 1982) enthielt, gefolgt von Heft Nr. 20 (1984). Erst 1988 gab Condor Captain America mit dem viermonatlich erscheinenden Captain America Comic-Taschenbuch eine eigene Serie, die mehr oder weniger lückenlos und in chronologischer Reihenfolge Geschichten aus der US-Serie, angefangen mit US-Heft #305 aus dem Jahr 1988, veröffentlichte. Vom Captain America Comic-Taschenbuch erschienen bis 1996 insgesamt 26 Ausgaben.
Der zwischenzeitlich zum US-Marvel-Konzern gehörende Panini Verlag, der seit 1996 die Lizenz für deutsche Veröffentlichungen der Marvel-Comics besitzt, brachte 1998 unter dem Imprint Marvel Deutschland in den Heften 1 und 3 der Reihe Marvel Special die letzten Ausgaben der ersten US-Serie, die Nummern 445 bis 454 (1995–96), auf Deutsch heraus, wobei Heft 449 aus inhaltlichen Gründen ausgelassen wurde. Im Anschluss erschien 1999 die 13-teilige Serie Captain America, die alle 13 Hefte der zweiten, unter dem Obertitel Heroes Reborn (dt. Die Wiedergeburt der Helden) erschienenen US-Serie enthielten. Die dritte US-Serie wurde ab 2000 als Zweitgeschichte in der Serie Die Fantastischen Vier (zweite Panini-Serie) veröffentlicht, die jedoch nach nur zehn Ausgaben wieder eingestellt und durch eine dritte Serie ersetzt wurde. Captain America erhielt daraufhin ab 2001 wieder eine eigene Serie, die nunmehr Geschichten aus jeweils vier oder fünf US-Hefte enthielt. Bis zur Einstellung der Serie mit Heft 11 im Herbst 2002 wurden so sämtliche 50 Ausgaben der dritten US-Serie nachgedruckt, mit Ausnahme von zwei Heften, die – zum Teil aus inhaltlichen Gründen – an anderer Stelle auf Deutsch erschienen. Eine dritte Serie erschien bei Panini ab 2003 und enthielt Geschichten aus der vierten US-Serie, hielt sich jedoch diesmal nur bis Heft 6. Weitere Geschichten aus der vierten und fünften US-Serie erschienen ab 2005 im Rahmen der Reihe 100% Marvel. Seit Anfang 2008 erscheint bei Panini nunmehr die vierte Captain America-Serie, die Geschichten aus der fünften US-Serie enthält. Ferner veröffentlichte Panini zahlreiche Sonderausgaben mit Captain America in der Titelrolle, die Material aus verschiedenen US-Miniserien und -Sonderausgaben enthielten, ferner erschienen und erscheinen auch bei Panini regelmäßig Geschichten aus den verschiedenen US-Avengers-Serien im Rahmen diverser Veröffentlichungen unter dem Titel Die Rächer, in denen Captain America als Mitglied bzw. Anführer des Teams auftritt. Im Mai 2012 wurde eine neue Serie mit Heft #1 gestartet.

## Captain America als politischer Comic

### Propaganda, politische Inhalte und Sozialkritik

#### Zweiter Weltkrieg
Zwar gab es mit den Figuren Mister America und The Shield aus den Verlagen Detective Comics, Inc. (heute DC Comics) und MLJ (heute Archie Comics) bereits seit 1938 bzw. 1940 Superhelden in Kostümen, die auf der Flagge der Vereinigten Staaten basieren, doch gilt Captain America heute weithin als „Prototyp“ des patriotischen amerikanischen Helden. Seine Posen weisen häufig Ähnlichkeiten mit Uncle Sam auf.
Von seinen Erfindern, Joe Simon und Jack Kirby, die beide jüdischen Glaubens waren, wurde das Aussehen des Kostümträgers Steve Rogers als kräftiger, gutaussehender blonder Amerikaner bewusst als Gegenentwurf zum „arischen“ Idealbild der Nationalsozialisten eingesetzt.
Entsprechend dem zur Zeit des Zweiten Weltkriegs vorherrschenden Zeitgeist wurden die Kriegsgegner genau wie in den übrigen Comics des Timely-Verlags häufig mit abwertenden Merkmalen dargestellt. Die Japaner verkamen zu rassistischen Karikaturen, während Soldaten der deutschen Wehrmacht durch übertriebene Akzente und tollpatschiges Verhalten lächerlich gemacht wurden. Die Gesichtszüge Adolf Hitlers wurden ähnlich entstellt dargestellt wie die eines Kriminellen. Captain Americas am häufigsten wiederkehrender Gegner war bereits zu jener Zeit ein Agent der Nazis mit Namen Red Skull. Dessen Gesicht, das einem roten Totenschädel glich, sollte zunächst sein wahres Gesicht darstellen; erst in einer Geschichte aus dem Jahr 1965 wurde der charakteristische rote Totenschädel zu einer Maske umerklärt.
Genau wie im Falle der übrigen Superhelden des Verlags zeichneten sich auch die Abenteuer von Captain America zu jener Zeit durch ein überaus brutales Vorgehen gegen die damaligen Kriegsgegner aus, was ebenfalls dem Zeitgeist entsprach. Andererseits wurde davon abgesehen, das deutsche Volk in seiner Gesamtheit zu verurteilen.

#### Antikommunismus
Mit Ende des Zweiten Weltkriegs waren die Timely-Superhelden ihrer bisherigen Hauptgegner beraubt. Versuche Timelys, durch eine inhaltliche Umorientierung der Serien sinkenden Verkaufszahlen entgegenzuwirken, waren nicht von Erfolg gekrönt. Captain America Comics war eine der drei letzten Serien, die 1949 eingestellt wurden.
1953 versuchte sich der Verlag, der sich mittlerweile Atlas Comics nannte, an einer Neuauflage der Figur des Captain America, zunächst im Rahmen der Serien Young Men und Men's Adventures und ab 1954 auch wieder in seiner eigenen Serie Captain America Comics. Statt gegen Nazis kämpften Captain America und sein Partner Bucky nunmehr gegen Kommunisten, folgerichtig war auch sein Erzfeind, der Red Skull, plötzlich zum Kommunisten geworden. Nach wie vor ging der nunmehr als „Commie Smasher“ beworbene Captain America mit rücksichtsloser Brutalität gegen seine Gegner vor und schreckte auch nicht davor zurück, kommunistische Spione dem Tode zu überlassen.
Anders als noch während des Zweiten Weltkriegs kamen diese politisch gefärbten Geschichten angesichts des Ausgangs des Koreakriegs und der McCarthy-Ära jedoch so schlecht bei den Lesern an, dass Atlas die Serie Captain America Comics bereits nach nur drei Ausgaben wieder einstellte.

#### Vietnamkrieg
Als der nunmehr unter dem Namen Marvel Comics geführte Verlag Captain America 1964 im Rahmen der Avengers-Serie (dt. Die Rächer) zurückbrachte, waren allzu gewalttätige Darstellungen sowohl der Helden als auch ihrer Gegner aufgrund der Bestimmungen des Comics Code nicht länger möglich. Zwar bekam Captain America es im Rahmen der Avengers-Serie durchaus mit Kommunisten zu tun, so befreite das Team etwa in Heft 18 (erste Serie, 1965) das fiktive asiatische Land Sin-Cong von der Unterdrückung durch chinesische Besatzer; doch in seinen eigenen Abenteuern, die er ab Heft 59 der Serie Tales of Suspense (1964) erlebte, kamen Kommunisten zunächst kaum vor. Ein Ausflug nach Vietnam, wo Captain America in Heft 61 (1965) einen Freund aus nordvietnamesischer Gefangenschaft befreite, blieb die Ausnahme. Stattdessen spielten seine Abenteuer ab Heft 64 (1965) wieder zur Zeit des Zweiten Weltkriegs und ließen ihn erneut gegen Nazis antreten. Unter Berufung auf Leserwünsche spielten Captain Americas Abenteuer jedoch schon ab Heft 75 (1966) wieder in der damaligen Gegenwart des Jahres 1966, doch kämpfte er auch hier zunächst weiter gegen fiktive Untergrundorganisationen sowie gegen seinen Erzfeind, den Red Skull, der nunmehr wieder als Nazi dargestellt wurde. Noch Jahre später kamen anstelle von Kommunisten weiterhin Nazis als Gegner in den Geschichten von Captain America zum Einsatz.
Im Zuge einer allgemein veränderten Sicht des Vietnamkriegs in den Marvel-Comics wurde dieser ab den frühen 1970er Jahren auch in den Abenteuern von Captain America wiederholt kritisch hinterfragt. Captain Americas einziger Ausflug an den Kriegsschauplatz erfolgte in Captain America #125 (erste Serie, 1970), und seine einzige Aufgabe besteht hier darin, einen Arzt zu retten, der als Friedensstifter bekannt ist. Auf eine Einmischung ins Kriegsgeschehen verzichtete Captain America dagegen. In Captain America and the Falcon #144 (1971) kritisierte Captain Americas Freund, der Geheimdienstleiter und ehemalige Soldat Nick Fury, zudem explizit die Entscheidung des damaligen US-Präsidenten Richard Nixon, den Krieg fortzusetzen. Während Captain America selbst noch zuversichtlicher war, bestätigte in einer daran anschließenden Szene ein Berater Nixons Furys pessimistische Sicht. In Captain America and the Falcon #163 (1973) wiederum begegnete Captain America einem Veteranen des Vietnamkriegs, dessen Schicksal als Invalide Captain America dazu veranlasste, über die Rolle Amerikas in jenem Krieg zu sinnieren. Bereits einige Jahre zuvor war Captain Americas Ursprung im Zweiten Weltkrieg in einer Neufassung von dessen Entstehungsgeschichte, die in Captain America #109 (erste Serie, 1969) erschien, dahingehend umgedeutet worden, dass Steve Rogers bereits hier statt als bedingungsloser Patriot vielmehr als kriegskritischer Pragmatiker dargestellt wurde.

#### Watergate
Autor Steve Englehart verarbeitete die Watergate-Affäre in Form einer Metapher: Im Verlauf einer mehrteiligen Geschichte bekam es Captain America mit einer verschwörerischen Untergrundorganisation namens „Secret Empire“ zu tun, deren Anführer sich schließlich als hochrangiger Mitarbeiter des Weißen Hauses, möglicherweise sogar der Präsident der USA selbst, entpuppte, der einen Staatsstreich plante. Bevor Captain America ihn für seine Taten zur Rechenschaft ziehen konnte, beging der soeben Entlarvte Selbstmord. Daraufhin legte der desillusionierte Steve Rogers vorübergehend das Kostüm von Captain America ab und bekämpfte für einige Hefte in einem neuen Kostüm unter dem Namen „Nomad“ weiter das Verbrechen.
Englehart hatte ursprünglich vorgesehen, den Anführer des Secret Empire als Richard Nixon darzustellen, doch da er unsicher war, wie Marvel auf diesen Schritt reagieren würde, beschloss er, sich selbst zu zensieren, und enthielt den Lesern so Namen und Gesicht des Anführers vor.

#### Die Reagan-Ära
Autor J. M. DeMatteis, der die Serie von 1981 bis 1984 schrieb, hatte ursprünglich geplant, Steve Rogers in Heft 300 der Serie zum Pazifisten werden und für den Weltfrieden arbeiten zu lassen, woraufhin sich die amerikanische Öffentlichkeit gegen ihn gewendet, ihn gar als „unamerikanisch“ abgelehnt hätte. Captain Americas Feinde hätten schließlich Jack Monroe alias Nomad manipuliert, woraufhin dieser Steve Rogers hätte erschießen sollen. Im Anschluss hätte Black Crow, ein amerikanischer Ureinwohner, der bereits zuvor in der Serie aufgetreten war, zum neuen Captain America werden sollen.
DeMatteis selbst bezeichnete diese Idee im Rückblick als eine für die Reagan-Ära ziemlich radikale Idee („pretty radical idea“). Obwohl der damalige Redakteur der Serie, Mark Gruenwald, die Idee genehmigte, legte der damalige Marvel-Chefredakteur Jim Shooter sein Veto ein, da die Geschichte seiner Ansicht nach dem Charakter der Figur des Captain America zuwiderlief. Die Geschichte wurde daher vollkommen umgeschrieben, und DeMatteis verließ die Serie.

#### Die Zeit nach dem 11. September
Nach den Terroranschlägen des 11. September 2001 stellte Marvel die damals aktuelle Captain-America-Serie ein und ersetzte sie 2002 durch eine neue Serie, die wieder mit der Nummer 1 begann. Autor John Ney Rieber griff direkt den 11. September als Thema auf, verzichtete jedoch auf eine einseitige Darstellung. Bereits im ersten Heft beschützte Captain America einen arabischstämmigen Amerikaner vor einem wütenden Mob. Rieber ließ Captain America betonen, dass auch dieser Mann Amerikaner sei.
In den folgenden Heften bekam es Captain America mit arabischen Terroristen zu tun, die Anschläge in den USA verübten, allerdings stellte sich im Zuge seiner Nachforschungen heraus, dass Bewaffnung und Ausrüstung der Terroristen ursprünglich vom amerikanischen Militär entwickelt worden waren. Auch die Motive der Terroristen versuchte Rieber zu beleuchten und übte dabei Kritik an der weltweiten militärischen und politischen Einmischung der USA.
Darüber hinaus brachte Rieber in seinem Handlungsbogen auch eine ideologische Diskussion zwischen Steve Rogers und einer jungen Deutschen über Sinn und Zweckmäßigkeit des „Krieges gegen den Terror“ sowie eine kritische rückblickende Betrachtung der Luftangriffe auf Dresden unter und zog Parallelen zu den Anschlägen des 11. September.
Diese kritische Betrachtungsweise ging einigen konservativen Kritikern jedoch bereits zu weit: In der National Review wurden Riebers Geschichten gar eine unreflektierte Übernahme antiamerikanischer Propaganda sowie „illegales“ und „obszönes“ Gedankengut unterstellt.

### Umsetzung und Wahrnehmung in Deutschland
Dass die Captain-America-Comics in Deutschland nie besonderen Erfolg verzeichnen konnten, liegt vermutlich darin begründet, dass der amerikanische Patriotismus in Deutschland eher auf Unverständnis stößt. Auch werden die kritischen Anklänge vieler Autoren durch deutsche Leser oft nicht als solche wahrgenommen.
Zudem war es vielen Comicverlagen zu heikel, einen Helden zu vermarkten, der gegen die Nationalsozialisten kämpft. In der auch hierzulande bei RTL ausgestrahlten Fernsehserie über Captain America ist sein Gegner im Zweiten Weltkrieg Red Skull, jedoch sind niemals NS-Symbole (wie das Hakenkreuz) zu sehen, und als Captain America in einer Episode als Gefangener vor den „Führer“ gebracht wird, hat diese Figur keinerlei Ähnlichkeit mit Adolf Hitler.

## In anderen Medien

### Realverfilmungen
- Die erste Filmadaption des Comics erfolgte 1944 als Serial unter dem Titel Captain America. Allerdings ist der Kontext des Zweiten Weltkriegs völlig ausgeblendet, und Captain America stellt die geheime Identität des Bezirksstaatsanwalts Grant Gardner dar. Er kämpft zusammen mit seiner Sekretärin Gail Richards gegen den Erzschurken Dr. Maldor; anstelle des Schilds benutzt er eine Pistole.
- Der Fernsehfilm Captain America von Rod Holcomb mit Reb Brown als Captain America von 1979 erschien in Deutschland nur auf Videokassette. Noch im gleichen Jahr folgt die Fortsetzung Captain America II: Death Too Soon.
- Der Film Captain America wurde 1990 von Albert Pyun gedreht.
- Am 18. August 2011 kam eine Realverfilmung mit dem Titel Captain America: The First Avenger in die deutschen Kinos. Joe Johnston (Jumanji, Jurassic Park III) führte Regie. Nach einem langen Castingprozess stand fest, dass Chris Evans Captain America spielen wird. Hugo Weaving spielt seinen Gegenspieler Red Skull.[27]
- Am 27. März 2014 kam mit The Return of the First Avenger die Fortsetzung von The First Avenger in die deutschen Kinos. Chris Evans spielte abermals Captain America, Sebastian Stan seinen Gegenspieler, den Winter Soldier. Die Handlung spielt allerdings in der heutigen Zeit.
- Am 28. April 2016 kam The First Avenger: Civil War in die deutschen Kinos.

Auch im Film Marvel’s The Avengers und den Fortsetzungen Avengers: Age of Ultron sowie Avengers: Infinity War und Avengers: Endgame spielt Evans den Part des Steve Rogers / Captain America, in weiteren Filmen des Marvel Cinematic Universe und der Serie Marvel’s Agent Carter hat Evans einen Gastauftritt als Steve Rogers / Captain America. In den ersten beiden Iron-Man-Realverfilmungen gibt es einige Anspielungen auf die Verfilmung: So ist beispielsweise in beiden Filmen Captain Americas Vibranium-Schild zu sehen. In The First Avenger wiederum hat der Vater von Iron Man, Howard Stark, eine relevante Rolle als Wissenschaftler.
- In der Marvel-Serie The Falcon and the Winter Soldier (2021) wird zunächst, nachdem Steve Rogers (in Avengers: Endgame) seinen Schild an Sam Wilson, den Falcon, übergeben hatte, John Walker (Wyatt Russell) von der US-Regierung zum neuen Captain America ernannt. Walker erweist sich jedoch vor allem psychisch der Aufgabe nicht gewachsen, so dass ihm der Titel wieder entzogen wird. Am Ende wird Sam Wilson (Anthony Mackie) zum ersten schwarzen Captain America, behält allerdings zugleich auch die Flügel des Falcon.
- 2025 erschien mit Captain America: Brave New World eine weitere Verfilmung in den Kinos mit Anthony Mackie in der Rolle des Captain America.

### Fernsehserien
1966 gab es eine Fernseh-Zeichentrickserie über die Abenteuer von Steve Rogers / Captain America.
In der Zeichentrickserie New Spider-Man waren Red Skull und Captain America vorübergehend in einer Art Zeitblase gefangen. Diese wurde in einer Reihe von Ereignissen und mit Zutun von S.H.I.E.L.D., Spider-Man, dem Kingpin und dessen Schergen (Shocker, Scorpion etc.) zerstört.
In dieser Serie kämpfte Captain America später an der Seite von Spider-Man auf einem fernen Planeten, der als eine Art Schachbrett zwischen Gut und Böse dient. Sie kämpften dort zusammen mit Iron Man, Storm, den Fantastischen Vier und der Schwarzen Katze (im englischen Original: „Black Cat“), die ebenfalls übermenschliche Kräfte durch ein später rekonstruiertes Supersoldatenserum erhielt, gegen Doktor Octopus, Red Skull, Doctor Doom und die Echse.
In der Zeichentrickserie Der ultimative Spider-Man ist Steve Rogers eine Nebenfigur.

## Sonstiges

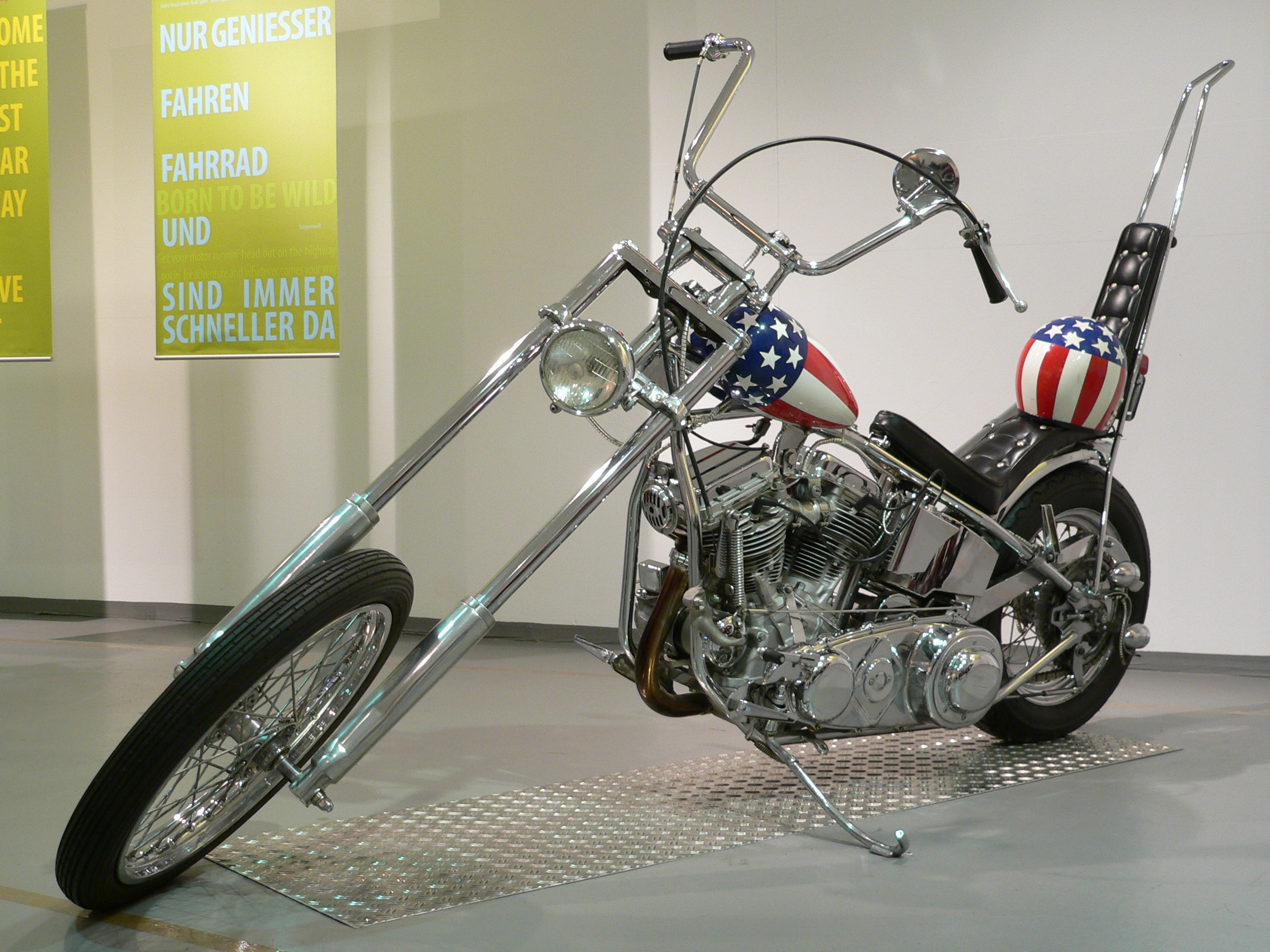
„Captain America“-Harley aus dem Film „Easy Rider“ von 1968

Im Film Easy Rider (1968) wird die von Peter Fonda dargestellte Figur Wyatt als auf Jahrmärkten gut bezahlt auftretender Stuntfahrer „Captain America“ bezeichnet, der auch im Straßenverkehr mit auf dem Rücken der Lederjacke aufgenähter Flagge der Vereinigten Staaten unterwegs ist. Helm sowie Tank der chromblitzenden „Captain America“-Harley sind ebenfalls im Sternenbanner-Design lackiert. Der Film kam Ende 1969 in deutsche Kinos, Filmfigur und Chopper dürften in Deutschland lange Zeit wesentlich bekannter gewesen sein als die zugrundeliegende Comicfigur selber. Evel Knievel trat in den 1970er Jahren teils ähnlich auf.
Im Film Running Man (1987) mit Arnold Schwarzenegger, der Verfilmung des Romans Menschenjagd von Stephen King, wird ebenfalls auf den Namen „Captain America“ Bezug genommen.
Captain America ist der Kampfname des US-amerikanischen Mixed-Martial-Kämpfers Randy Couture.